# کالینوکا، منطقه خوموتوفسکی، استان کورسک
کالینوکا ( روسی: Кали́новка) یک منطقه روستایی در شهرستان خوموتوفسکی در استان کورسک ، روسیه است که در حدود ۱۱ کیلومتر (۶٫۸ مایل) با  مرز کشور اوکراین و تنها ۳ کیلومتر (۱٫۹ مایل) از بزرگراه ام۳ قرار دارد.
کالینوکا به خاطر زادگاه نیکیتا خروشچف (۱۹۷۱-۱۸۹۴) شناخته شده است.